# ان‌جی‌سی ۲۰۹
ان‌جی‌سی ۲۰۹ (انگلیسی: NGC 209) نام یک کهکشان عدسی در صورت فلکی نهنگ است.